# Gas del Estado
Gas del Estado fue una empresa pública argentina dedicada a la distribución y comercialización de gas natural en todo el territorio del país, existente entre 1946 y 1992, cuando fue privatizada. Llegó a ser considerada la tercera mayor empresa de su tipo en el mundo y era para 1990 la segunda más importante del país en términos de facturación, detrás de la también estatal Yacimientos Petrolíferos Fiscales.

## Historia

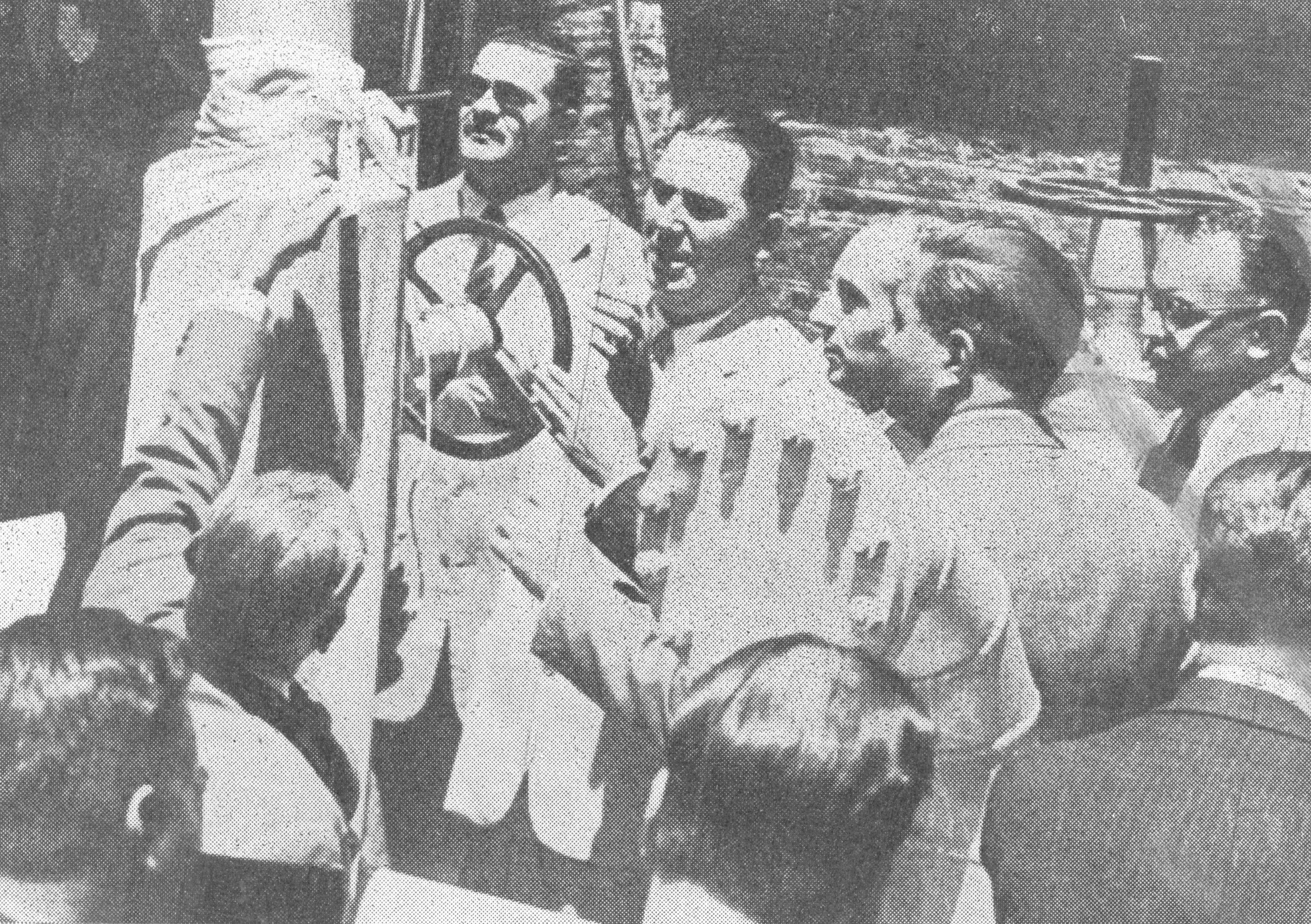
Inauguración del Gasoducto Presidente Perón, por jefe de Estado en 1949.

Los antecedentes de Gas del Estado se remontan al 1 de agosto de 1929, cuando el director de los Yacimientos Petrolíferos Fiscales (YPF), general Enrique Mosconi, dispuso la toma del mercado de combustibles líquidos y anunció que a partir de ese momento sus precios serían determinados por el Estado nacional y no por empresas extranjeras. La petrolera debió soportar presiones de la Standard Oil y Royal Dutch Shell, que en el Acuerdo de Achnacarry de 1928 habían fijado políticas comunes al respecto y repartido los mercados mundiales de combustible en forma oligopólica.

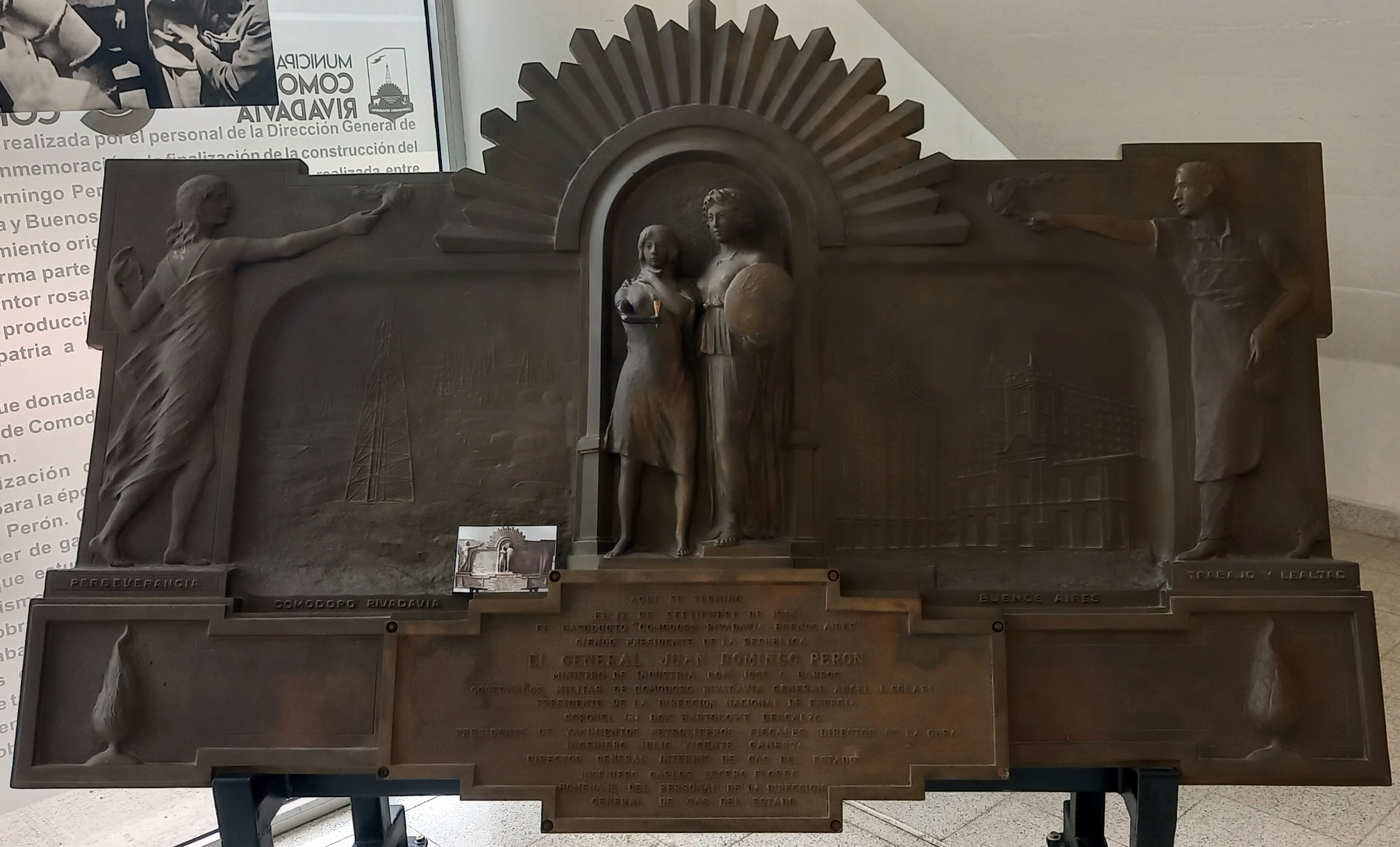
Placa conmemorativa de la inauguración del gasoducto por el presidente Perón

La cuestión gasífera fue ganando relevancia dentro de Yacimientos Petrolíferos Fiscales, llegando a convencer al gobierno del Grupo de Oficiales Unidos de la necesidad de crear un organismo estatal que se encargara de la distribución del gas por redes, hasta entonces a cargo de empresas extranjeras como la Compañía Primitiva de Gas de Buenos Aires. El 5 de marzo de 1945 se decretó la nacionalización del gas a cargo de la compañía Primitiva de Gas. 
Por iniciativa del ingeniero Julio V. Canessa, designado por YPF como Director de los servicios de gas para la Ciudad de Buenos Aires, la empresa comenzó a instalar redes de captación de gas en sus yacimientos de Comodoro Rivadavia. El 1 de enero de 1946, durante el gobierno de Juan Domingo Perón se creó la Dirección Nacional de Gas del Estado en forma independiente a la petrolera estatal, siendo su primer director el ingeniero Canessa. Hasta el momento las necesidades gasíferas se satisfacían con gas de alumbrado obtenido a partir de carbón de hulla importado del Reino Unido, hecho que derivaba en elevados costos. Canessa convenció al presidente Perón de la necesidad de reemplazar las importaciones de gas por aquel que se venteaba en Comodoro Rivadavia. El 1 de enero de 1947 el presidente Juan Domingo Perón y Julio V. Canessa soldaron el primer caño de un gasoducto que iría de Llavallol a Comodoro Rivadavia. Se optó por comenzar la construcción del gasoducto en el Gran Buenos Aires y no en el lugar de obtención del lugar del gas porque así se evitaban las interferencias de empresas extranjeras y aseguraba la terminación de la obra, puesto que si empezaba en Comodoro Rivadavia podría ser desviada, pero si partía desde el lugar de destino indefectiblemente debería llegar a una fuente de gas.

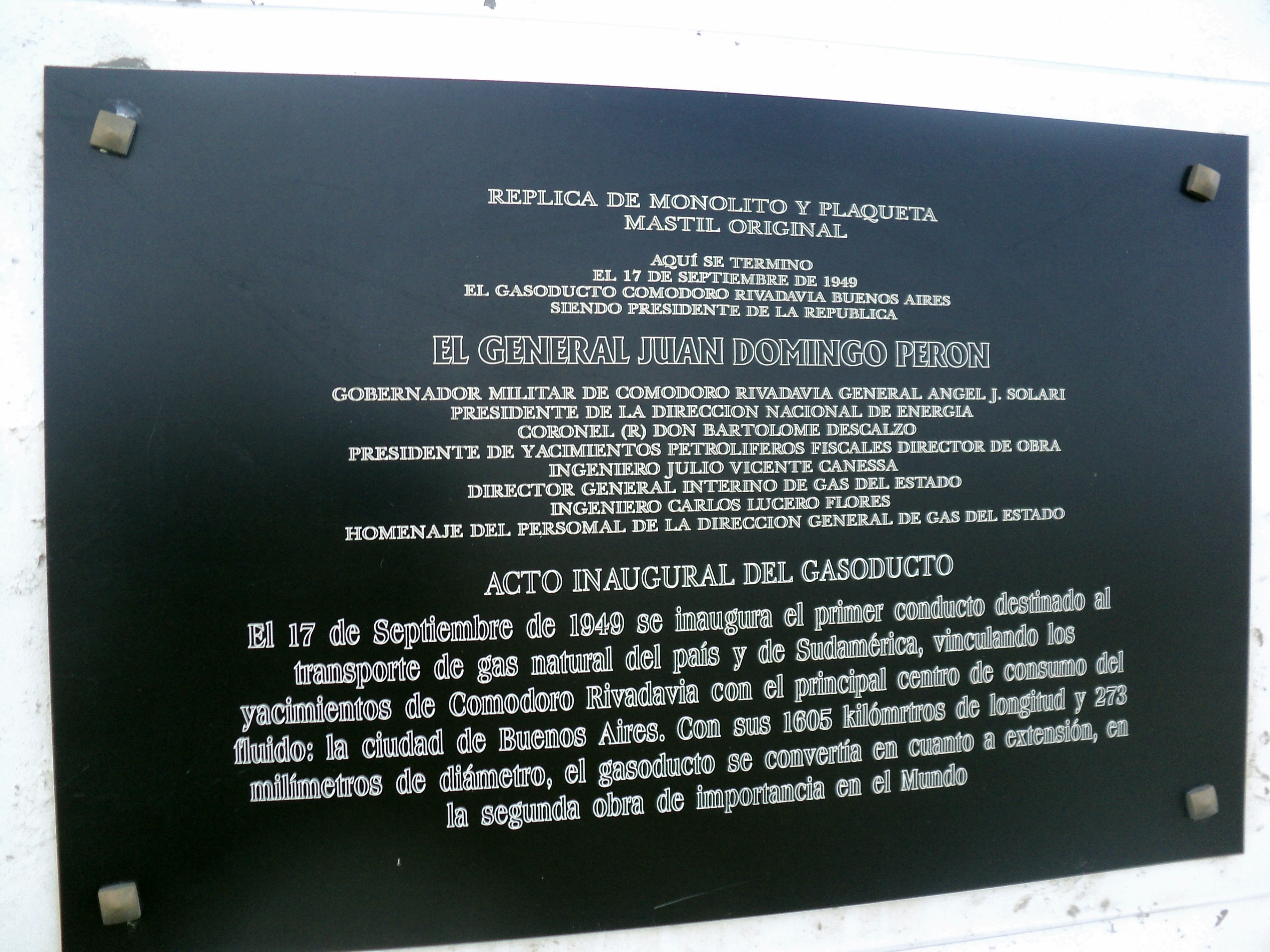
Placa conmemorativa que recuerda la apertura del gasoducto Comodoro Rivadavia. Buenos Aires a cargo de Perón y el gobernador Solari de la Gobernación Militar de Comodoro Rivadavia.

El extenso gasoducto, 1605 km, uno de los más largos del mundo en su momento, fue inaugurado el 29 de diciembre de 1949, más tarde la cañería sería extendida hasta Cañadón Seco, logrando extenderse por cien kilómetros más. A partir de ese momento el gobierno peronista aplicó una política tendiente a la baja sostenida de tarifas y la expansión del sistema de gas por redes. Entre 1947 y 1949, durante la presidencia de Juan Domingo Perón, se construyó el gasoducto que unió Comodoro Rivadavia con Buenos Aires, con él la distribución de gas aumentó de trescientos mil metros cúbicos por día a quince millones de metros cúbicos abaratando en un tercio los costos.Gracias a esto y a las posteriores obras de la empresa estatal, los clientes de la red se multiplicaron por miles, pasando de 130.000 en 1943, a 700.000 en 1951. Mientras que los usuarios residenciales se expandieron de 139.000 mil usuarios en 3 provincias en 1944 a 4.700.000 en 19 provincias y  tres territorios nacionales en 1955.

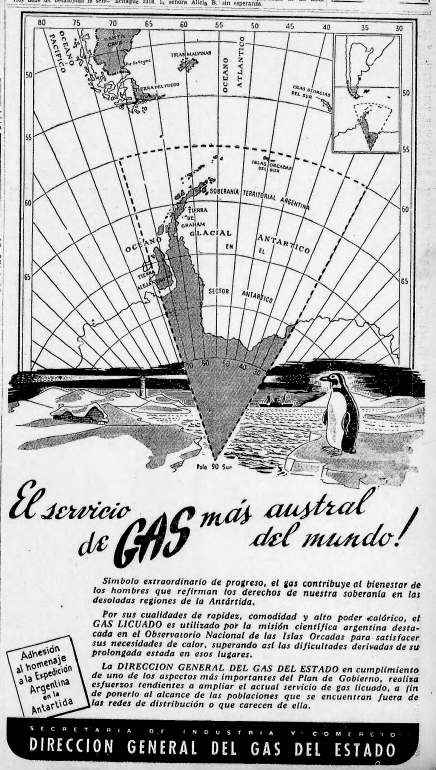
Publicidad de la empresa Gas del Estado en 1947.

De esta manera, la Argentina se colocó entre los países más avanzados en cuanto al aprovechamiento del gas, junto con los Estados Unidos y Francia, permitiendo una gran baja  sostenida de tarifas y expansión de las redes.
Para 1951 Gas del Estado contaba con alrededor de setecientos mil clientes, y a fines de 1960 ya sumaban 1 300 000 clientes, 770 000 por redes y 530 000 con Supergas, lo cual muestra el sostenido crecimiento operado desde el nacimiento de la Empresa estatal. La Argentina se colocaba así entre los tres países más avanzados en el aprovechamiento del gas natural, junto con los Estados Unidos y la Unión Soviética. Su inauguración se hizo el 29 de diciembre de 1949, menos de tres años después de iniciada la obra. Se trataba del gasoducto más largo del mundo.

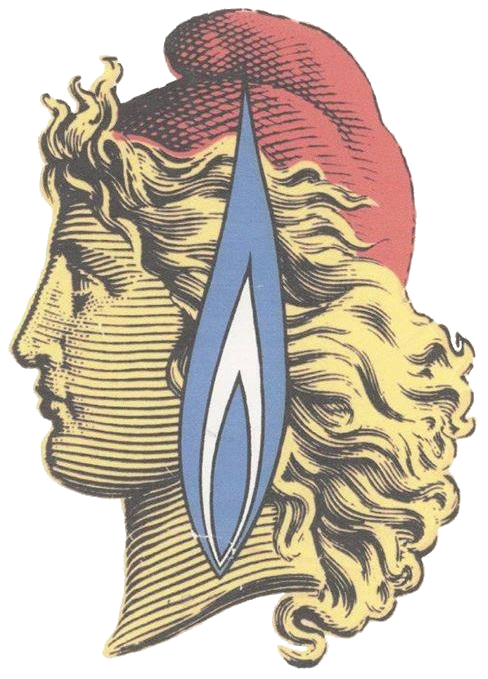
Logotipo de Gas del Estado tal como apareciera en las facturas del servicio en 1981. Muestra la imagen del fuego producto de la combustión del gas y la alegoría de la República, propietaria de la empresa.

Para fines de 1949 ya habían 490 000 usuarios de gas de red, casi el doble que los iniciales. Le seguirían más de veintidós mil kilómetros de gasoductos que conectaron los grandes yacimientos gasíferos con algunos de los más importantes centros consumidores, incluyendo localidades de Bolivia, Brasil, Chile y Uruguay.
De acuerdo con el decreto 15267, el gobierno de Pedro Eugenio Aramburu intento re-privatizar el gas. Por medio del decreto se pagaría en Londres la suma de 243 060 950 libras a la Compañía Primitiva de Gas, por no haberle renovado el contrato en 1938. El acuerdo establecía además que el Estado argentino se hacía cargo de las viejas deudas de la compañía que habían expirado dos década atrás. Sin embargo la denuncias de negociados que salpicaron al embajador argentino en Londres y a otros allegados al gobierno aramburista frenaron el acuerdo.
En 1965 se construye el segundo gasoducto troncal desde Cañadón Seco a Buenos Aires, en 1970 el de Neuquén a Bahía Blanca, y de Medanito a Allen, en 1971 el gasoducto Plaza Huincul-Zapala (Neuquén) y el tramo paralelo al Gasoducto del Norte (Campo Duran-Tucumán), en 1972 el primer gasoducto internacional de América Latina entre Santa Cruz de la Sierra y Yacuiba (Bolivia), en 1973 el gasoducto Pico Truncado-Cerro Redondo (Santa Cruz), en 1974 el de Bahía Blanca a Buenos Aires,(que con el tramo Neuquén-Bahía Blanca forma el NEUBA I) y el de Tandil-Mar del Plata, en 1976 el gasoducto internacional de Posesión (Chile) y El Cóndor (Santa Cruz), en 1978, el Transmagallanico de San Sebastián (Tierra del Fuego) a El Cóndor y Cerro Redondo (Santa Cruz), en 1980 se suma el gasoducto Centro Oeste (Loma de la Lata, Neuquén a San Jerónimo, Santa Fe) y ramales a Mendoza, San Juan y San Luis, posteriormente en 1982, se prolongaría a Catamarca y La Rioja, en 1983 el de San Jerónimo a General Rodríguez (Buenos Aires), y en 1985 el NEUBA II de Loma de la Lata a Gutiérrez (Buenos Aires) habilitado en 1988. En forma paralela se fueron sumando Plantas de compresión, Moto y Turbocompresoras, el Complejo Gral Cerri de separación de Etano, Butano, Propano e Hidrocarburos superiores, inaugurada en 1973, años después se inauguraba la Planta de Separación de Butano y Propano de Loma de la Lata.
En 1988 se realizan importantes obras de modernización del gasoducto Norte, que implica la construcción de tres importantes plantas Motocompresoras, Miraflores, Tucumán y Ferreyra y modernización y repotenciación de las restantes, con una inversión cercana a los 400 millones de dólares. En enero de 1989 se da comienzo a la construcción de la Planta Compresora de Indio Rico, sobre los gasoductos Gral. San Martín y Neuba I, última planta construida por el Estado, que se realizó en tiempo récord. A comienzos de la década de 1990 los ocho millones de m³ de gas transportados diariamente por gasoductos en 1960 ya son sesenta y seis millones de m³. La longitud de gasoductos alcanzó 21,728 km (12 550 mayores y 9178 menores) Gas del Estado incrementó la cantidad de instalaciones domésticas de 190 000 en 1943 —recibía el servicio el 6 % de la población— a cerca de cinco millones en 1992, abarcando dieciocho provincias y el 45 % de la población del país, que consumen apenas el 20 % del total, la industria el 53 % y las usinas eléctrica el 27 %. La tarifa del servicio había variado en sentido inverso, siendo en 1992 sólo el 6 % del promedio de 46 años antes. La empresa, junto con Gaz de France, era considerada al momento de su privatización uno de los mejores ejemplos en prestación del servicio público de gas.

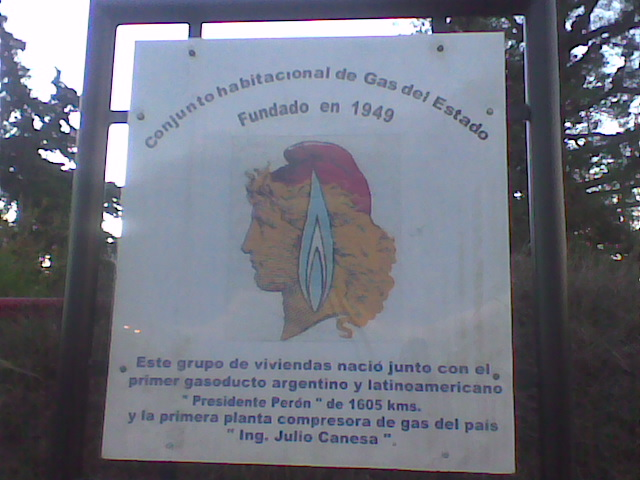
Cartelería de entrada al barrio Gas del Estado en Comodoro Rivadavia, hace mención al pasado que tuvo la desaparecida empresa estatal.

En sus últimos años como empresa pública, Gas del Estado se dedicó a la construcción y estatización de gasoductos con el objetivo de elevar la capacidad de transporte de la red de distribución de gas. El gasoducto troncal Neuba II elevó la capacidad de transporte a 120 millones de m³/día, desde sesenta y seis millones diarios; Impulsó también la sustitución de combustibles líquidos, promoviendo la implantación de gas natural en usinas, industrias y automóviles, lo que dio lugar a una gran difusión del gas natural comprimido (GNC). Retomó su participación en el mercado de tubos y garrafas de gas licuado, del que había sido excluida durante la dictadura denominada Proceso de Reorganización Nacional. En 1989 las reservas de gas natural alcanzaban los 744 MM/m³ con un horizonte de 33 años, existiendo planes para almacenar grandes volúmenes. Ese mismo era la tercera empresa de explotación de gas más grande del mundo.
Al cabo de sus 46 años de existencia, entre 1946 y 1992, Gas del Estado se había convertido en una de las empresas de distribución de gas más importantes en el mundo. El 5 de marzo de 1945 se nacionalizó el gas, hasta entonces explotado de forma monopólica por la empresa inglesa Primitiva de Gas. El 1 de enero de 1946 el gobierno de Perón creó la Dirección Nacional de Gas del Estado, quedando las tareas de distribución separadas de las de la empresa estatal YPF, encargada de la producción. 

### División y privatización
Durante el gobierno Carlos Saúl Menem se envía una ley aprobada el 26 de marzo de 1992. El 28 de diciembre de ese año se consumó la privatización, dividiéndose Gas del Estado en once sociedades privadas con mayoría de capitales extranjeros, nueve de distribución y dos de transporte por gasoductos. Las empresas creadas fueron: 
- Transportadora de Gas del Sur S.A.
- Transportadora de Gas del Norte S.A.
- Distribuidora de Gas Metropolitana S.A. (luego renombrada como Metrogas)
- Distribuidora de Gas Buenos Aires Norte S.A.
- Distribuidora de Gas Noroeste S.A. . (luego renombrada como GasNea)
- Distribuidora de Gas del Centro S.A. (luego renombrada como Ecogas)
- Distribuidora de Gas del Litoral S.A. (luego renombrada como Litoral Gas)
- Distribuidora de Gas Cuyana S.A.
- Distribuidora de Gas Pampeana S.A. (luego renombrada como Camuzzi Gas Pampeana)
- Distribuidora de Gas del Sur S.A. (luego renombrada como Camuzzi Gas del Sur)

En el área del AMBA, el Poder Ejecutivo Nacional le otorgó a la empresa privada Metrogas la concesión por 35 años, con la posibilidad de una prórroga por 10 años más. El área de concesión comprende la ciudad de Buenos Aires y a once partidos del sur y el sudoeste del área metropolitana, y dos del oeste abasteciendo a más de tres millones de clientes, sin embargo la gestión privada se caracterizó por falta de mantenimiento de la infraestructura y múltiples cortes y desabastecimientos en el servicio.

### Reestatización parcial
Metrogas acumuló deudas millonarias luego de haber atravesado por una crisis financiera entre años 2008 y 2009. El 17 de junio de 2010 el Gobierno Nacional decidió intervenir a la distribuidora después de que la empresa llamara a convocatoria de acreedores por no poder hacer frente a un vencimiento de deuda por U$S veinte millones. La empresa privada no cumplió «con sus obligaciones financieras» y «a los efectos de garantizar la normal prestación del servicio público». Ante la pérdida millonaria de la empresa privada y sus graves deficiencias en el servicio, la estatal YPF compró la compañía.
El 19 de abril de 2013, el Enargas, aprobó la compra por parte de YPF de las acciones de Metrogas. 